# Albizia kostermansii
Albizia kostermansii — вид квіткових рослин родини бобові (Fabaceae).

## Поширення
Це дерево поширене на півночі острова Калімантану. Росте переважно у вологому тропічному біомі.